# Pardosa guadalajarana
Pardosa guadalajarana este o specie de păianjeni din genul Pardosa, familia Lycosidae, descrisă de Charles Denton Dondale și Redner, 1984. Conform Catalogue of Life specia Pardosa guadalajarana nu are subspecii cunoscute.